# Jacopo da Pontormo

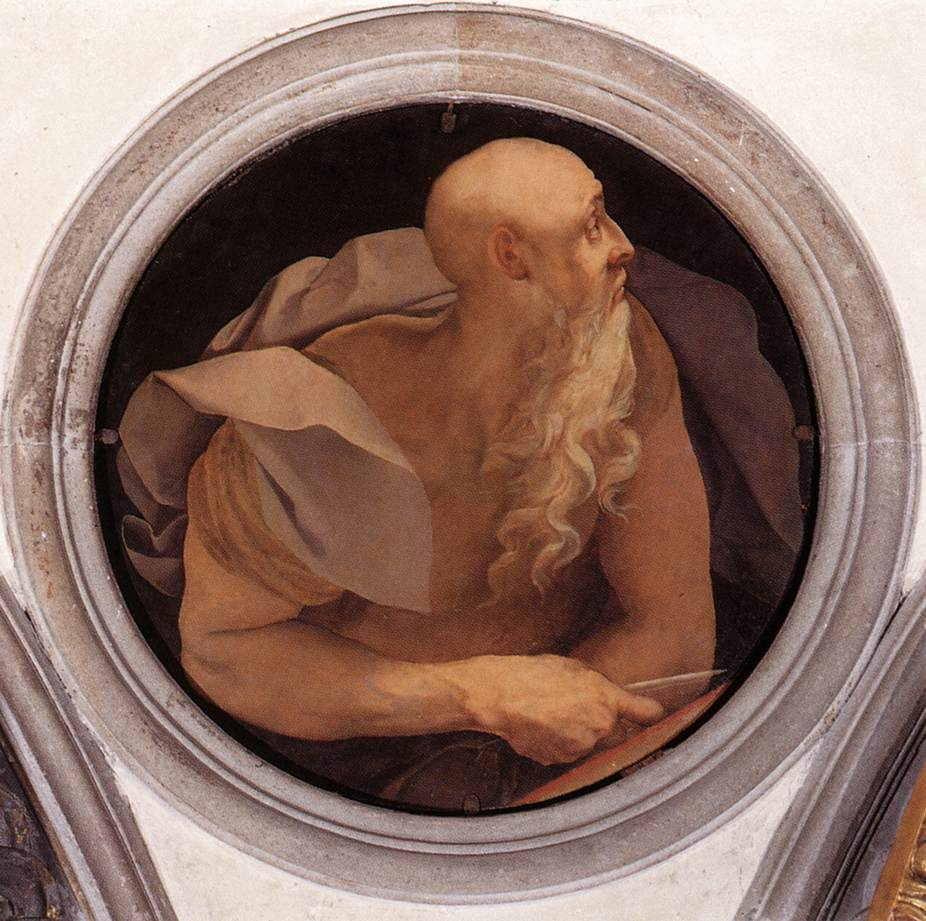
Pontormo: St. Johannes de Evangelist, ca. 1525

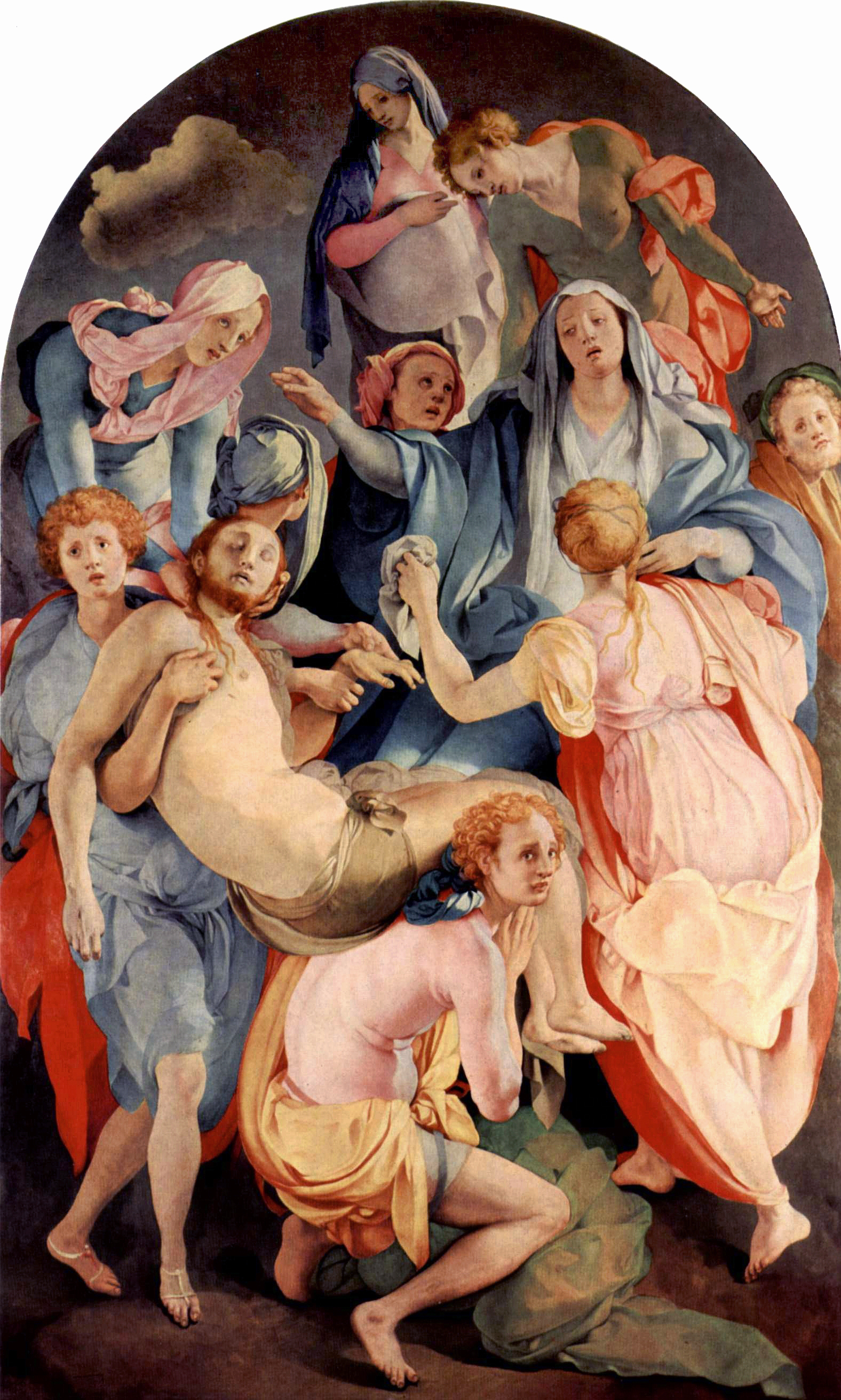
De kruisafname

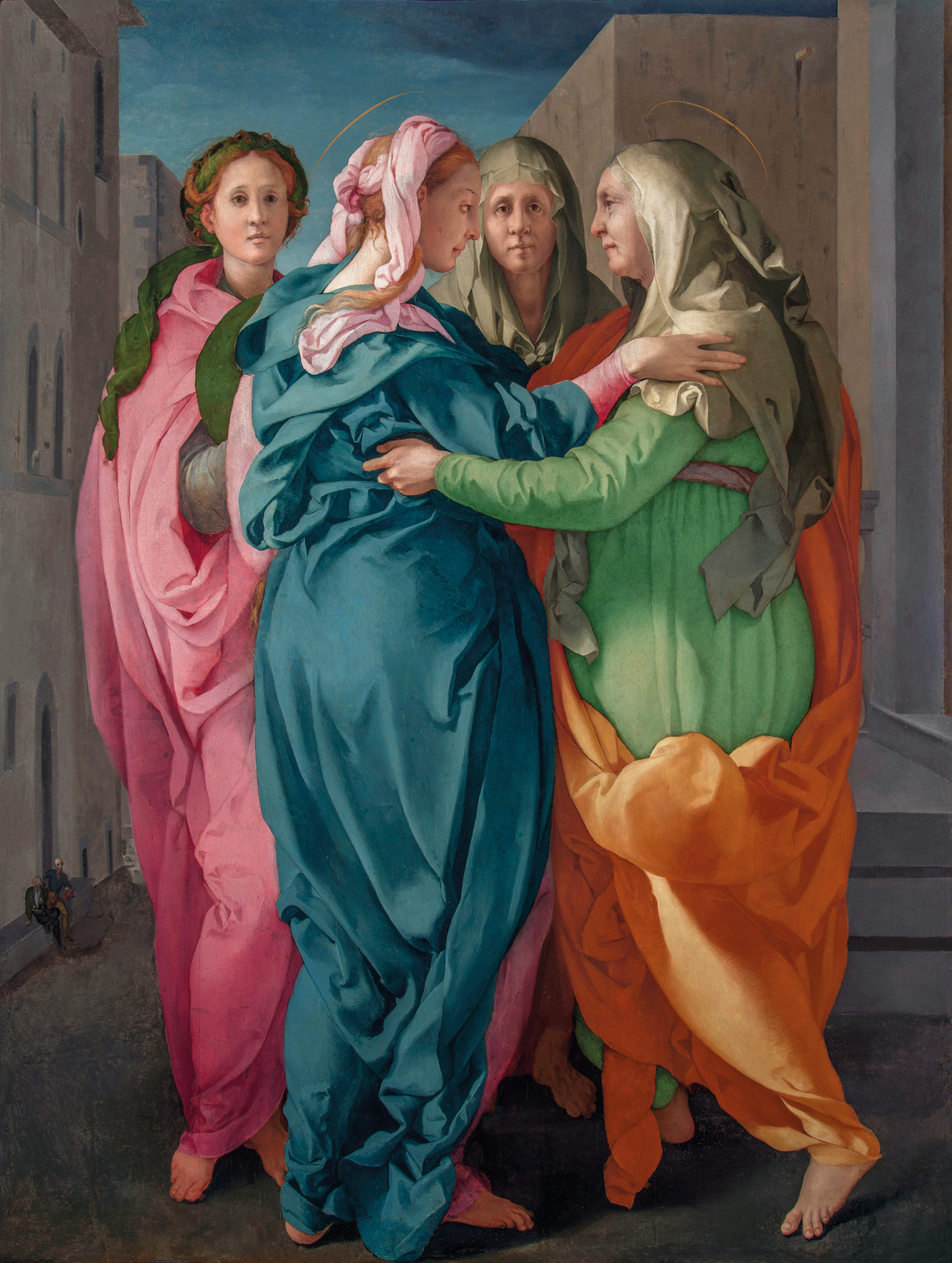
De Visitatie (Carmignano)

Jacopo da Pontormo (Pontorme (nu Empoli), 24 mei 1494 – Florence, 2 januari 1557) was een Florentijns kunstschilder uit de 16e eeuw.

## Levensbeschrijving
Pontormo werd als Jacopo de' Carucci geboren in het dorpje Pontorme (nu Empoli) in de buurt van Florence. Volgens Giorgio Vasari's 'Leven van Pontormo', de belangrijkste bron van informatie over zijn leven, kwam hij al vroeg door het sterven van diverse familieleden onder voogdij van de Florentijnse staat te staan. De jonge Jacopo ging in de leer bij onder andere Mariotto Albertinelli, Andrea del Sarto en vermoedelijk ook Leonardo da Vinci. Met de jaren zou hij uitgroeien tot, zoals het in zijn eigen tijd gezien werd, een van de belangrijkste schilders van Florence.

## Werk
Pontormo heeft Florence nooit langdurig verlaten, en daarom bevinden zijn belangrijkste werken zich nog altijd in en om die stad. Meest bekend zijn zijn decoraties in de Capella Capponi van de Santa Felicità, niet ver van de Ponte Vecchio: een Kruisafname in bijzonder hel cangiante, een fresco met de Annunciatie en vier lunetten met evangelistenhoofden. Verder bevinden zich werken van de meester in het voorhof van de Santissima Annunziata, het Certosa del Galluzzo (hoewel beiden ernstig vervallen), de grote kunstcollecties van de stad Florence, de Uffizi en het Palazzo Pitti en het kleine kerkje van San Michele in Carmignano. Die laatste bevat een Visitatie (1528-1529), in dezelfde kleuren als de Capponi-Kruisafname, die velen Pontormo's beste, meest evenwichtige werk noemen. Vanaf 1545 tot aan zijn dood werkte hij aan fresco's in het koor van de florentijse San Lorenzo-basiliek. Die verdwenen echter in de 18e eeuw.
Traditioneel wordt Pontormo onder de eerste generatie maniëristen geschaard; de navolgers van Michelangelo en Rafaël die voortborduurden op hun vindingen. De term maniërisme veronderstelt echter slaafs kopiëren, en dat is hier zeker niet het geval. In veel werken is sprake van een hoogst originele iconografie en opzet, psychologisch doordacht en geraffineerd. Ook heeft Vasari's biografie, en de slechte interpretatie daarvan, niet bijgedragen tot een evenwichtig beeld van Pontormo. Hij is in het verleden vaak neergezet als een neurotische geesteszieke man, zoals ook met El Greco gebeurde. Sinds de jaren 60, en in het bijzonder het baanbrekende werk van kunsthistoricus John Shearman, is er een meer realistische kijk op schilders als Pontormo. Hun maniëristische vormen worden niet langer als uitingen van gekte of zelfexpressie verklaard, maar als belichaming van een bepaald schoonheidsideaal, gratie en lichtheid.

## Moderne referenties
Sinds zijn 'herontdekking' aan het begin van de vorige eeuw is Pontormo uiterst populair geweest bij andere kunstenaars. 
Zo is bekend dat de cineast Pier Paolo Pasolini een groot bewonderaar was van Pontormo's werk. 
De video-kunstenaar Bill Viola maakte voor de Biënnale van Venetië een installatie getiteld 'The Greeting' die voortborduurt op Pontormo's Visitatie uit Carmignano. Deze video-installatie is nu te zien in de permanente collectie van museum De Pont in Tilburg in Nederland.
In 2003 is door de Italiaanse regisseur Giovanni Fago een film over Pontormo gemaakt met Joe Mantegna in de hoofdrol. De film "Pontormo" met de ondertitel "un amore eretico", geeft een geromantiseerd beeld van Pontormo's werk aan zijn laatste opdracht, de verloren gegane fresco's in de San Lorenzo.
Ook componeerde de jonge Nederlandse componist Niels Berentsen (geb. 1987) een kameropera over de schilder Pontormo.
In de roman van Laurent Binet, Perspectieven, Meulenhoff, 2024 (vertaald uit het Frans, originele titel Perspective(s), 2023) sterft Pontormo een gewelddadige dood en spelen de fresco's van de San Lorenzo hierbij een rol.

## Musea
De schilderijen van Pontormo bevinden zich in diverse musea, onder andere in:
- Fine Arts Museums of San Francisco in San Francisco
- Hermitage in Sint-Petersburg
- J. Paul Getty Museum in Los Angeles
- Louvre in Parijs
- Metropolitan Museum of Art in New York
- Museum of Fine Arts in Boston
- National Gallery of Art in Washington D.C.
- National Gallery in Londen